# 서울남부지방검찰청

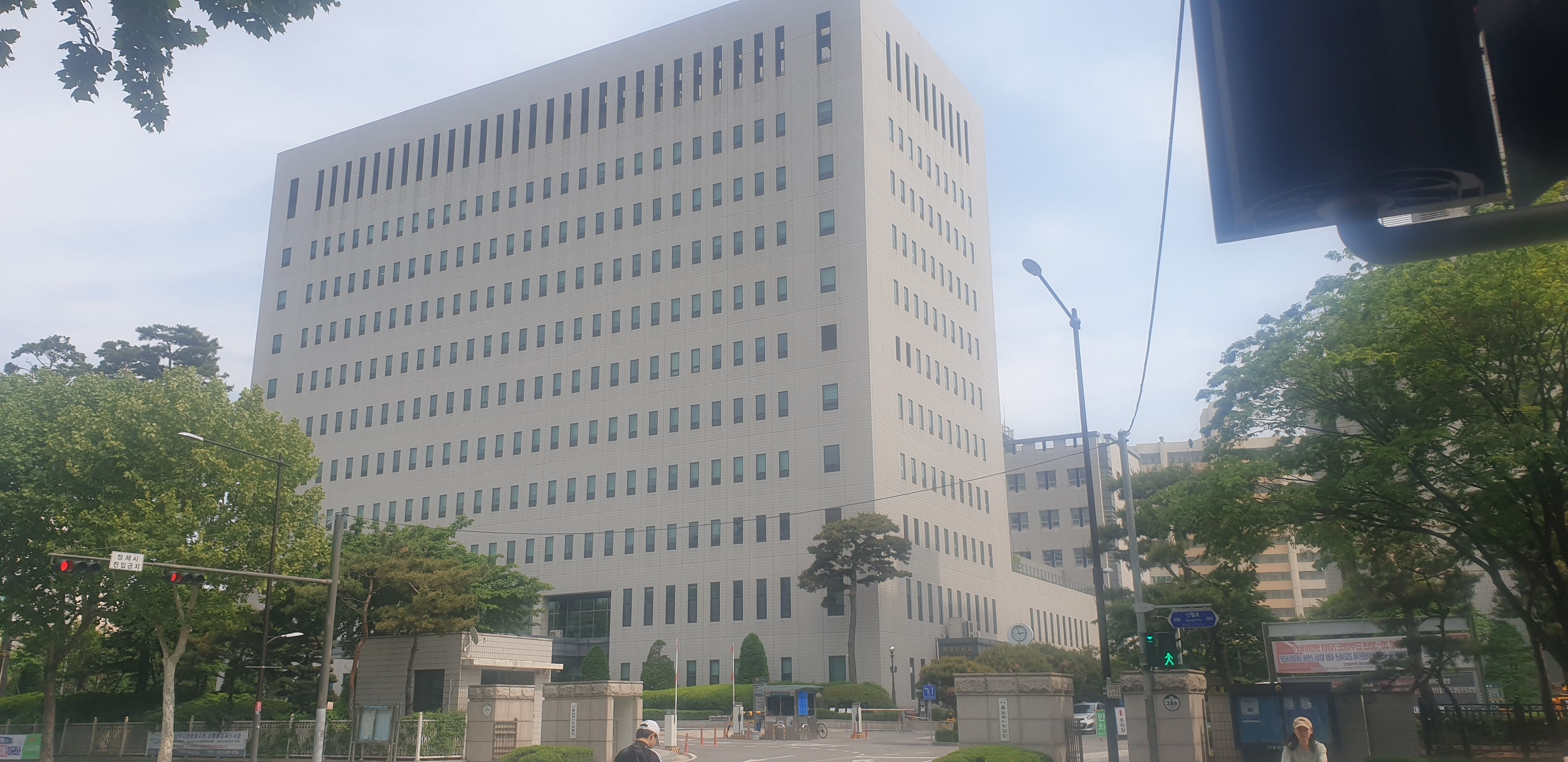

서울남부지방검찰청(서울南部地方檢察廳)은 서울남부지방법원에 대응하여 항소사건에 대한 소송 유지 및 항고사건 처리와 행정소송을 비롯해 국가를 당사자로 하는 소송사건을 수행하고 진행을 돕기 위하여 설립된 대한민국 검찰청 서울고등검찰청 소속기관으로 서울남부지방검찰청 검사장은 차관급 예우를 받는다. 서울특별시 양천구 신월로 390번지에 위치하고 있다.

## 연혁
- 1971년 9월 1일 서울지방검찰청 영등포지청 개청
  - 서울시 중구 순화동 소재에서 서울시 영등포구, 시흥군 관할 사건
- 1972년 1월 9일 서울시 영등포구 문래동 지하1층 지상3층
- 1981년 1월 1일 서울지방검찰청 남부지청으로 명칭 변경
  - 관할 영등포구 구로구 관악구 강서구
- 1986년 5월 31일 청사 증축 지하1층 지상3층
- 1999년 11월 17일 청사 지하2층 지상10층인 서울시 양천구 신정동으로 이전
  - 관할 영등포구 구로구 금천구 강서구 양천구
- 2004년 2월 1일 서울남부지방검찰청으로 승격

## 관할 구역
- 서울특별시
  - 5개구: 영등포구, 강서구, 구로구, 양천구, 금천구

## 조직

### 지방검찰청장

#### 제1차장검사

##### 형사 제1부
- 조사과

##### 형사 제5부
- 수사과

##### 공판부
- 공판과

#### 제2차장검사

##### 금융·증권범죄합동조사부
- 금융·증권범죄 수사지원과

##### 사무국
- 총무과
- 사건과
- 집행과

## 역대 검사장

### 서울지방검찰청 영등포지청
- 제1대 강우영 1971년 8월 26일 ~ 1972년 6월 19일
- 제2대 강태훈 1972년 6월 20일 ~ 1974년 8월 31일
- 제3대 유태선 1974년 9월 1일 ~ 1978년 2월 10일
- 제4대 이영기 1978년 2월 11일 ~ 1980년 6월 8일
- 제5대 도태구 1980년 6월 12일 ~ 1981년 12월 1일

### 서울지방검찰청 남부지청
- 제6대 조용락 1981년 12월 17일 ~ 1983년 3월 28일
- 제7대 김형표 1983년 3월 29일 ~ 1983년 7월 31일
- 제8대 배혜용 1983년 8월 17일 ~ 1985년 3월 11일
- 제9대 유길선 1985년 3월 12일 ~ 1986년 5월 5일
- 제10대 이규명 1986년 5월 6일 ~ 1987년 6월 14일
- 제11대 황상구 1987년 6월 15일 ~ 1988년 8월 24일
- 제12대 신상두 1988년 8월 25일 ~ 1989년 8월 31일
- 제13대 조재석 1989년 9월 1일 ~ 1990년 11월 4일
- 제14대 최명선 1990년 11월 5일 ~ 1991년 7월 24일
- 제15대 최영광 1991년 7월 25일 ~ 1992년 8월 5일
- 제16대 최환 1992년 8월 6일 ~ 1993년 3월 22일
- 제17대 안강민 1993년 3월 23일 ~ 1993년 9월 21일
- 제18대 박주환 1993년 9월 24일 ~ 1994년 9월 22일
- 제19대 김경한 1994년 9월 23일 ~ 1995년 9월 26일
- 제20대 김승규 1995년 9월 27일 ~ 1996년 7월 31일
- 제21대 이종찬 1996년 8월 1일 ~ 1997년 8월 13일
- 제22대 김원치 1997년 8월 27일 ~ 1998년 3월 22일
- 제23대 정홍원 1998년 3월 31일 ~ 1999년 2월 21일
- 제24대 김진환 1999년 3월 1일 ~ 1999년 6월 16일
- 제25대 박태종 1999년 6월 17일 ~ 2000년 7월 14일
- 제26대 김진관 2000년 7월 26일 ~ 2001년 5월 30일
- 제27대 홍석조 2001년 6월 14일 ~ 2002년 2월 7일
- 제28대 박상길 2002년 2월 18일 ~ 2003년 3월 12일
- 제29대 권재진 2003년 4월 1일 ~ 2004년 1월 31일

### 서울남부지방검찰청
- 제1대 이훈규 2004년 2월 1일 ~ 2004년 5월 31일
- 제2대 윤종남 2004년 6월 1일 ~ 2005년 4월 4일
- 제3대 고영주 2005년 4월 8일 ~ 2006년 1월 31일
- 제4대 이동기 2006년 2월 6일 ~ 2007년 3월 4일
- 제5대 천성관 2007년 3월 5일 ~ 2008년 3월 10일
- 제6대 박영렬 2008년 3월 11일 ~ 2009년 1월 16일
- 제7대 황희철 2009년 1월 19일 ~ 2009년 8월 11일
- 제8대 김학의 2009년 8월 12일 ~ 2010년 7월 14일
- 쩨9대 길태기 2010년 7월 15일 ~ 2011년 8월 21일
- 제10대 김수남 2011년 8월 22일 ~ 2012년 7월 17일
- 제11대 박청수 2012년 7월 18일 ~ 2013년 12월 23일
- 제12대 이영렬 2013년 12월 24일 ~ 2015년 2월 10일
- 제13대 오세인 2015년 2월 11일 ~ 2015년 12월 23일
- 제14대 김진모 2015년 12월 24일 ~ 2017년 6월 9일
- 제15대 최종원 2017년 8월 1일 ~ 2018년 6월 21일
- 제16대 권익환 2018년 6월 22일 ~ 2019년 7월 30일
- 제17대 송삼현 2019년 7월 31일 ~ 2020년 8월 10일
- 제18대 박순철 2020년 8월 11일 ~ 2020년 10월 23일
- 제19대 이정수 2020년 10월 24일 ~ 2021년 2월 8일
- 제20대 심재철 2021년 2월 9일 ~ 2022년 5월 22일
- 제21대 양석조 2022년 5월 23일 ~ 2023년 9월 6일
- 제22대 김유철 2023년 9월 7일 ~ 2024년 5월 15일
- 제23대 신응석 2024년 5월 16일 ~ 2025년 7월 4일
- 제24대 김태훈 2025년 7월 4일 ~